# حركة استعادة وصايا الله العشر
حركة دينية انتحر افرادها جماعياً في أوغندا
وروت السلطات الأوغندية أولى رواياتها عن الحركة، فقالت: ان انتحار زهاء ستمائة من مريديها جاء عقيب اغلاق هؤلاء ابـواب كنيستهم ونوافذها بالمسامير، وإقـامة حفلهم الـوداعي مترنّمين بالأناشيد الدينية، ومتزينين بالحلل البيض والخضر والسـود. ثم مـا لبثوا ان صبوا البنزين في الكنيـسة، واضرموا النار فيها، وفي ثيابهم ليموتوا مستعجلين يوم الدينونة التي وُعدوا بها على عتبة الألفية الثالثة، وذلك في أكبر انتحار جمـاعي منذ بعض الوقت. لكن السـلطات الأوغندية مـا لبثت ان شفعـت روايتها الأولى بأخرى. فاستبعدت فكرة الانتحار الجماعي، وآثرت اعتبار ما حدث قتلاً متعمداً، اقترفه زعيم الطائفة المفقود، جوزيف كيبويتر. فهو قد استولى على ما كان في حوزة اتباعه من ممتلكات وامـوال، إثر ظهور كذب نبوءته، وزعمه نهـاية العالم أول السنة الجارية (عام 2000).
ويُعزى تضارب الروايتين إلى ان مثـل هذه الطـوائف والنـحل الدينية تتقوقع على ذاتها، فلا تجهر عادة بعلم من علومها المزعومة ولا تفشي سـراً لها. فهي ملاذ يلـوذ به من ثقلت عليه صروف الدهر، وأعباء الحياة المعنوية أو المادية، ومن غلبت عليه الميول الاكتئابية.
خصوصاً اولئك الذين تفككت العرى التي تشدهم إلى العـائلة، أو افتقدوا مؤازرة النصير والحـليف، أو فرغت حياتهم من العاطفة. وعلى هـذا، تشكل النحلة الدينية عـالماً صغيرا (ميكرو كوسم)، بنية منعزلـة عن العـالم الأوسع (ماكروكوسم)، بل ومعادية له ولتقاليده وأعـرافه وثقافته. ويتعارض عملها مع النظام الاجتماعي العام السائد، ويعمل نظامها الفكري والإيديولوجي على تدمير منظم لأي مرجعيات أو معـايير ذهنية واجتماعية خارجها. فلهذا العالم الصغير نظامه وشيفراته ولغته ورموزه وديناميته الوظيفية الخاصة به. وهو ينتج طوباويته المضادة لكل حقيقة سواه.
وتسعى هذه النحلة، لتتمكن من الانعزال المتدرج والنهـائي عن العالم، إلى الاكتفاء الذاتي مادياً ونفسياً. وتتحول جوهرا عائليا بديلا يغدو فيه المريدون اخـوة واخوات ينضوون تحت لواء الأب الزعيم، المفروضة طاعته، والمثيب والمعاقب، والقائم على القانون المقدس.
ومبدأ الفصل هذا بين الداخلي والخارجي، يفضي إلى توصيف كل مـا هو داخل بالإيجابي والبنّاء والحيوي، وكل ما هو خارجي بالسلبي والعـدائي. وهذه المشـاعر تقوي إيهام أعضاء الجماعة بالتوحد والتـآزر فتحتل «الأنا الجماعية» مكان «الأنا الفردية». وتحتـل صورة المعـلم الـروحي مكـان «الأنـا المثـالية».
وتعمل هذه النحل الدينية على احتلال الحقل الاجتماعي والديني، وان اقتصرت أحيانـاً على بضعة انفار، وعلى عبادات قد تثير سخرية الآخرين، مثـل عادة عبادة السرّة أو البصل، أو عبادة الأفعى بوصفها رسـول الحكمة. وبعض هذه الملل والنحل ينحو نحواً فلسفيـاً افلوطينياً أو هرمسيـاً وغنوصياً.

ولا تخلو بعض هذه الملل والنحل من مآرب سياسية تواريها خلف شعارات حيادية مثل انقاذ الكون أو البيئة، أو ايقاف الحروب أو إحقاق المسـاواة بين البشر. واستـطاعت طـائفة «مون» في الأورغواي ان تحوز امـوالاً طائـلة، فامتلكت ثـالث المصارف الكبرى في البلاد، وثـاني صحيفة وطنية، والكثير مـن الشبكات الإذاعية والتلفزيونية، وقطاعات زراعية واسعة. وتدخـلت طائفة «التـأمل التجاوزي» في بعض الانتخابات الأوروبيـة التشريعية. وعرضت على الرئيس السابق جورج بوش الأب، في أثناء ازمة الرهـائن في لبنان خطة «تأملية» لاستعادتهم. ويجمع الباحثون في الطوائف الدينية ان النحل تكاثرت في أوروبا، منذ القرون الوسطى على هامش الكنيسة الرسمية، واتخذت سِمت الحركات الروحية، أو الأخوات المنذورة للفقر، وبعضها لعب دوراً سياسياً هاماً، مثل (الكاثارزية) أو دوراً عسـكرياً (اليواكيمية). وازدهـرت في اميركا عـقب اكتشافها. الميتـودية، والمورمون، وشهـود يهوا، والسبتيـة.
ولعـل الطائفة الأوغندية «حركة احياء وصايا الرب العشر» منشقة عن حركة السبتية. وهي على مثالها، من الطوائف الألفيـة التي تنتظر عودة المسيح على رأس كل الف عام، وتسميه يوم الله وتحدده من مساء الجمعة إلى السبت. وبلغ عدد الحركة الأم زهاء المليون في العالم. وبثّ فيها الروح وليم ميلر 1782 ـ 1849 في اميركا. وقام بحملات تبشيرية حول العالم اسهمت في انتشارها في الكثير من البلـدان. وقد ذكر جـان مـاري ابغرال، الباحث الفرنسي، ثبتاً بأهـم هذه الفرق الدينية التي يصعب في حقيقة الأمر معرفة ما يدور داخل اسوارها المنيعة، من طقوس مبتدعة ونشاطات سحـرية، ويصعب تفريـق بعضها مـن بعض لتماثـل افكـارها واروماتها التاريخية، أو طرائق تعبيرها ودعاويها. فمنها جماعات أو شـيع تستلهم التراث اليهودي المسيحي، وأخرى التراث الشرقي البوذي، الهندوسي، والإسلامي. وبعضها الآخر يستوحي تعاليمه من العلوم الباطنية والسحـرية والتنجيمية. وبعض ثالث يصح عدّه مـن الوثنيين الجدد، أو البيئيين، أو جمـاعات الصحـة الجسدية والروحية، وجماعات الصلاة والشفاء.
وبحسب الأنتروبولوجي الديني الشهير، مرسيا الياد، في كتابه «المُسارة، الطقوس، المجتمعات السرية» بلغت التجمعات السرية التي نشطت منذ القرن السـادس عشر، الذروة في القـرن الثامن عشر، في حركة الماسونيين أو العمّارين الأحرار، ورمت «المسارة» أو تلقين اسرارالديانة، إلى تـأهيل البالغين في القبـائل البدائية حتى ينخرطوا في مجتمعـاتهم، بعد أن يؤدوا فيها طقوساً مسـارية تقوم على انفصال البـالغ عن امه واهله، وانكفـائه في دَغل أو مغارة وتعريضه لتجـارب التحول أو المـوت الرمزي مثل الصعود إلى السماء، أو النزول إلى جهنم، اوعمـليات الختان اوحلق الشـعر. وتتم الشعائر المسارية بإشراف «المعـلم الروحي» وعلى المريد الخضوع لسلطته الكلية ومـرجعيته بوصفه معين الحقيقة، ومـنبع الحكمة والقوة. وهو مستودع العلوم الباطنية والروحية. ويبلغ من عظم دوره في عين مـلته وجمـاعته ان يُحاط بهالة اسـطورية، وسيرة متخيـلة، فتنسب إليه الكـرامات والنبؤات، ويظهر بمظهر العـارف بكل شأن وأمر، والمتفوق في كل حقـل، والحائز على الشهادات الحديثة في علوم الذرة أو الإلكترون أو جراحة الأعصاب والمـخ. وهـذه الفضائل الخارقة يتعلق بها المـريد تعلقاً طفولياً، ويتماهى بها تماهي الابن بأبيه. ويتوقع مـن معلمه النصر المحتوم على القوى الشيطـانية المـؤذية التي تهدد المملكة المـوهومة التي تنشئها الملة الدينية في عقول التابعين.
واظهرت دراسـة جـان ـ ماري ابغرال ان ازديـاد شعـور الأوروبيين المعـاصرين بالقلـق، جراء تفكك الأسـرة والبطالة والتهديدات النووية وسواها، دفع بعضهم إلى التماس الأمان النفسي في الفكر السحري المتجذر في اللاوعي الجماعي. وبيّنت الأبحاث الميـدانية ان الذين ينخرطون في هذه الجماعات غير قادرين على حل صراعاتهم مع الأهل أو المجتمع، ولا على التكيف الاجتماعي والنفسي. وعـليه، يتعلقون بهذه النحـل كشكل من اشكال الإجابة البديـلة على الانسداد العـاطفي، وعلى الأوضـاع الصعبـة التي يعـانونها مثل طلاق الوالدين، أو الرسوب المدرسي، أو الطرد من الوظيفة. أو غيرهـا من المصاعب المالية والبطالة، اووفـاة أحد الأقربـاء أو الأصدقاء.
وتستعمل النحلة كل وسـائط التلاعب والإقنـاع والمراقبة لتوحيد اعضـائها ومريديها في وحدة كليـانية، تذيب اجسادهم وعقولهم في جسـد النحلة وعـقلها، وتجعل من ذاتها نقطـة الارتكاز المطلقة والمـلاذ الأمين لحـمايتهم من شرور الخارج المفترضة وأحابيله ووجوه الشـبه عديدة بين الأنظمة الكليانية، وبين «مناهج» النحل أهمها: الإيديولوجية الشمولية، وتحكّم الديكتاتور أو المعلم الروحي بمصير الجماعة، وتجـاهل الإعلام الخارجي أو تكذيبه، وقمع أي معارضة داخلية، والتخويف من الخارج الشيطاني.
امـا التنظيم الداخلي لهذا النوع من الملل فيفترض سلماً تراتبياً يقوي الإحساس بتبعية الأدنى للأعلى، كما في «التنظيم الهرمي». امـا في «البنية النجمية» فيتمثل المعـلم الروحي، في البـؤرة، ومريـدوه في المحيط. وفي «البنية الدائريـة» يستطيع المريد ان يلعب أي دور بديل. ويؤدي أكثر مـن وظيفة
وحركة «إحياء وصايا الرب العشر» الأوغندية لا تخـلو من وجه أو أكثر يشبه وجـوه النحل الباطنية والحركات الألفية هـذه. ولعل الروايات المتكاثـرة حول الجمـاعة الأوغندية، واللبس الذي يحيط بمصير زعيمـها، والتبـاين في تقدير مـا حدث في أثناء القتل أو الانتحار، مرده جميعـاً، إلى ان المكنـون والمحجوب من حركاتها وافعالها واقـوالها بؤرة لإثـارة شهوة القص وتـوليد الحكايـات.